# 下滝駅

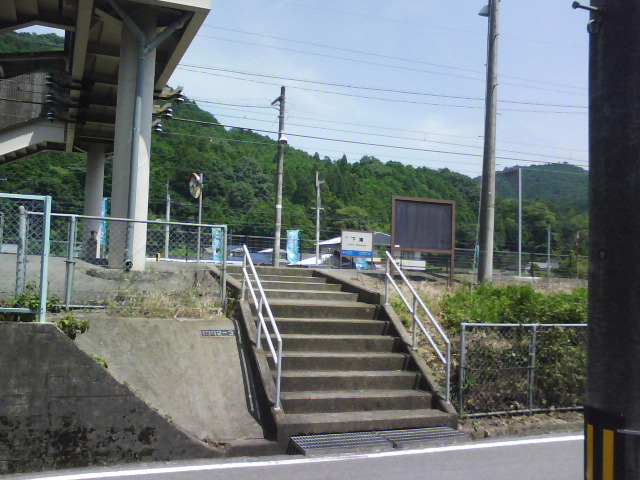
2番のりばにある勝手口（2009年8月）

下滝駅（しもたきえき）は、兵庫県丹波市山南町下滝字森ノ本にある、西日本旅客鉄道（JR西日本）福知山線の駅である。

## 歴史
- 1899年（明治32年）5月25日：阪鶴鉄道の篠山駅（現・篠山口駅） - 柏原駅間延伸により開業[1][2]。旅客・貨物取扱開始[2]。
- 1907年（明治40年）8月1日：鉄道国有法により国有化され、国有鉄道の駅になる[2]。
- 1909年（明治42年）10月12日：線路名称制定。阪鶴線所属駅となる。
- 1912年（明治45年）3月1日：線路名称改定。阪鶴線の福知山駅以南が福知山線に改称し、当駅もその所属となる。
- 1962年（昭和37年）10月1日：貨物取扱廃止。
- 1973年（昭和48年）4月1日：荷物扱い廃止[3]。駅員無配置駅となる[4]。運転扱い要員は継続配置[5]。
- 1982年（昭和57年）：駅舎改築[1]。
- 1987年（昭和62年）4月1日：国鉄分割民営化に伴い、西日本旅客鉄道の駅となる[2]。
- 1992年（平成4年）4月1日：篠山口鉄道部発足により、その管轄となる。
- 2009年（平成21年）6月1日：篠山口鉄道部廃止に伴い福知山支社直轄に戻され、篠山口駅の被管理駅となる。
- 2021年（令和3年）3月13日：ICカード「ICOCA」の利用が可能となる[6]。
- 2022年（令和4年）10月1日：組織改正により、全線が近畿統括本部福知山管理部の管轄になり、福知山駅の被管理駅となる。

## 駅構造
2面2線の相対式ホームを持つ地上駅で、列車交換が可能で停車場に分類されておりホームの標識で確認できる。
駅舎は北の1番のりば側にあり、反対側の2番のりばへは東端の跨線橋で連絡している。ただし、2番のりばにも駅前の道路へとつながる階段があり、直接出入りできる。
福知山駅が管理する無人駅で、駅舎内に近距離乗車券用の自動券売機（高額紙幣利用不可）が設置されている。2021年3月13日にICOCAなどの交通系ICカードに対応している。
トイレは駅前に水洗の公衆トイレ（男性小用と男女共用のバリアフリー仕様で洋式の計2室）がある。

### のりば
| のりば | 路線     | 方向 | 行先             |
| ------ | -------- | ---- | ---------------- |
| 1・2   | 福知山線 | 下り | 福知山方面       |
| 1・2   | 福知山線 | 上り | 篠山口・三田方面 |

- 2番のりばを上下本線とした一線スルーの配線だが、基本的に当駅に停車する列車は上下線を問わず、駅舎側の1番のりばを使用する。
- 2番のりばは普通列車同士の行き違いがない限り、特急列車の通過用として使われるが、一部の上り（篠山口方面）列車には行き違いの有無に関係なく、2番のりばに停車するものもある。
- どちらのホームにも両方向に出発信号機が設置されており、両方向からの入線・発車が可能である。

## ダイヤ
日中は1時間当たり、篠山口駅発着の普通が1本停車する。朝夕の時間帯には大阪駅発着の列車の設定もある。

## 利用状況
「兵庫県統計書」によると、2016年（平成28年）度の1日平均乗車人員は67人である。福知山線では最も少ない。
近年の1日平均乗車人員は以下の通りである。
| 年度   | 1日平均 乗車人員 |
| ------ | ---------------- |
| 1998年 | 148              |
| 1999年 | 149              |
| 2000年 | 136              |
| 2001年 | 129              |
| 2002年 | 126              |
| 2003年 | 127              |
| 2004年 | 120              |
| 2005年 | 85               |
| 2006年 | 79               |
| 2007年 | 81               |
| 2008年 | 74               |
| 2009年 | 67               |
| 2010年 | 61               |
| 2011年 | 70               |
| 2012年 | 74               |
| 2013年 | 77               |
| 2014年 | 66               |
| 2015年 | 79               |
| 2016年 | 67               |

## 駅周辺

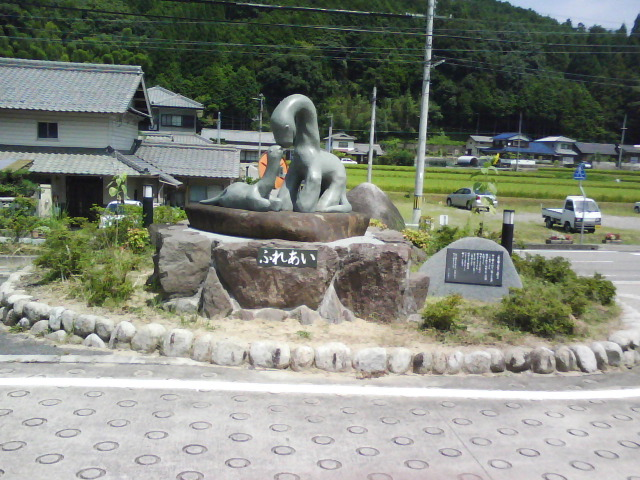
駅前にある、恐竜の化石発掘を記念して建てられた石像（2009年8月）

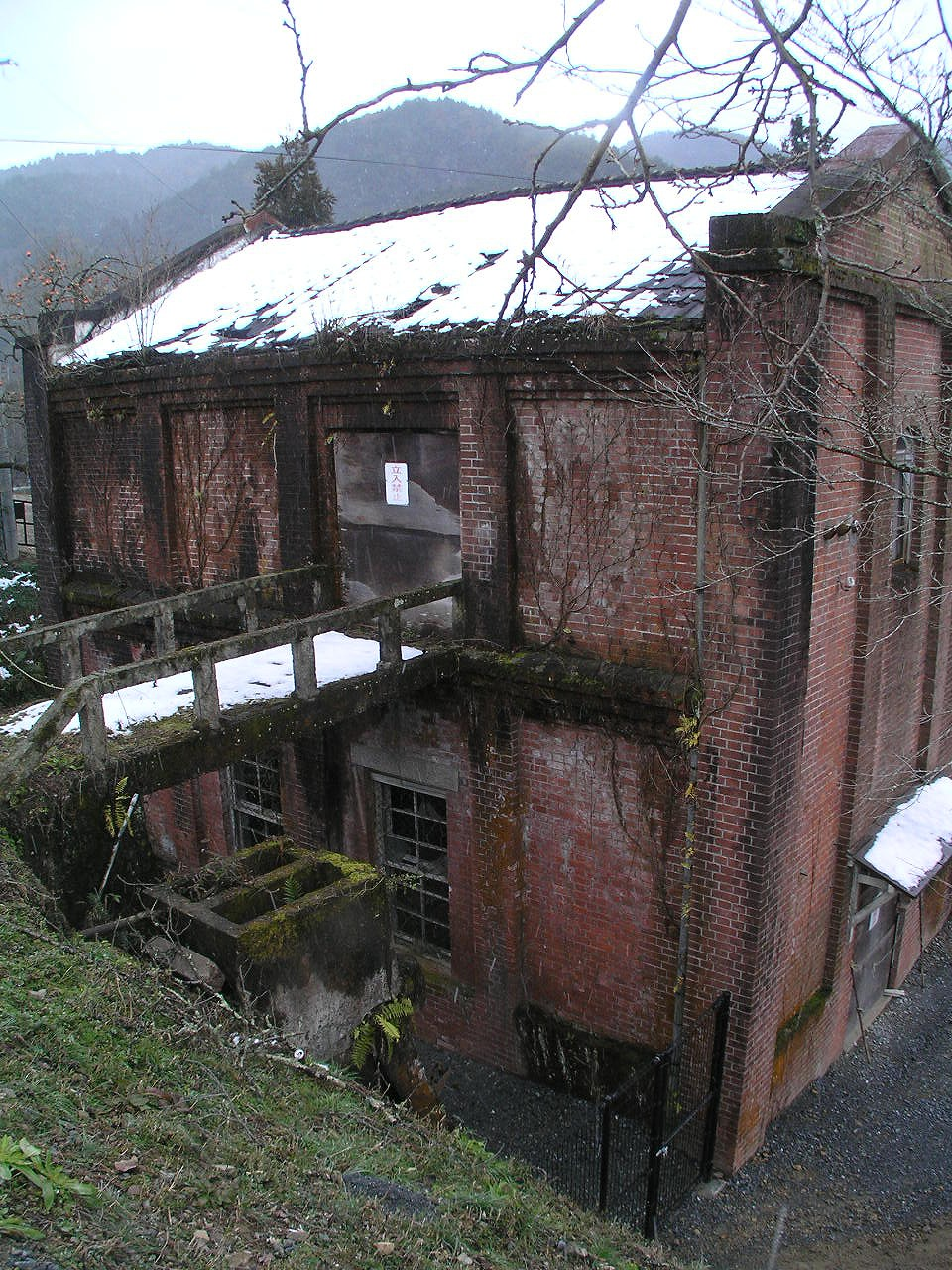
旧上久下村営水力発電所跡

丹波高地の山々が南北に迫る地点に当たり、田園地帯が広がっている。
- 下滝郵便局
- 上久下公民館
- 丹波市立上久下小学校
- 大歳神社
- 旧上久下村営水力発電所跡[1]

2008年（平成20年）にこの付近の篠山層群で恐竜（丹波竜）の化石が発見されたことから、現在はそれに関連する展示を行う記念館として営業している。
- 川代公園

丹波篠山市との市境付近にある、キャンプ場を併設した公園。鉄道写真の撮影ポイントとしても有名である。
- 川代さくら会館
- 丹波竜の里公園
- 兵庫県道77号篠山山南線
- 兵庫県道292号下立杭柏原線
- 篠山川

## 隣の駅
西日本旅客鉄道（JR西日本）
 福知山線
■丹波路快速・■普通
丹波大山駅 - 下滝駅 - 谷川駅